# Клотільда Французька
Марія Клотільда Французька (Marie Adélaïde Clotilde Xavière; 23 вересня 1759 — 7 березня 1802), відома як Клотільда в Італії, була королевою Сардинії в шлюбі з Карлом Емануїлом IV Сардинським. Вона була молодшою сестрою короля Франції Людовика XVI. Вона була політично активною і виступала в якості фактичного першого міністра свого чоловіка під час його правління. Її шанують у католицькій церкві, проголосивши її преподобною Папою Пієм VII.

## Принцеса Франції

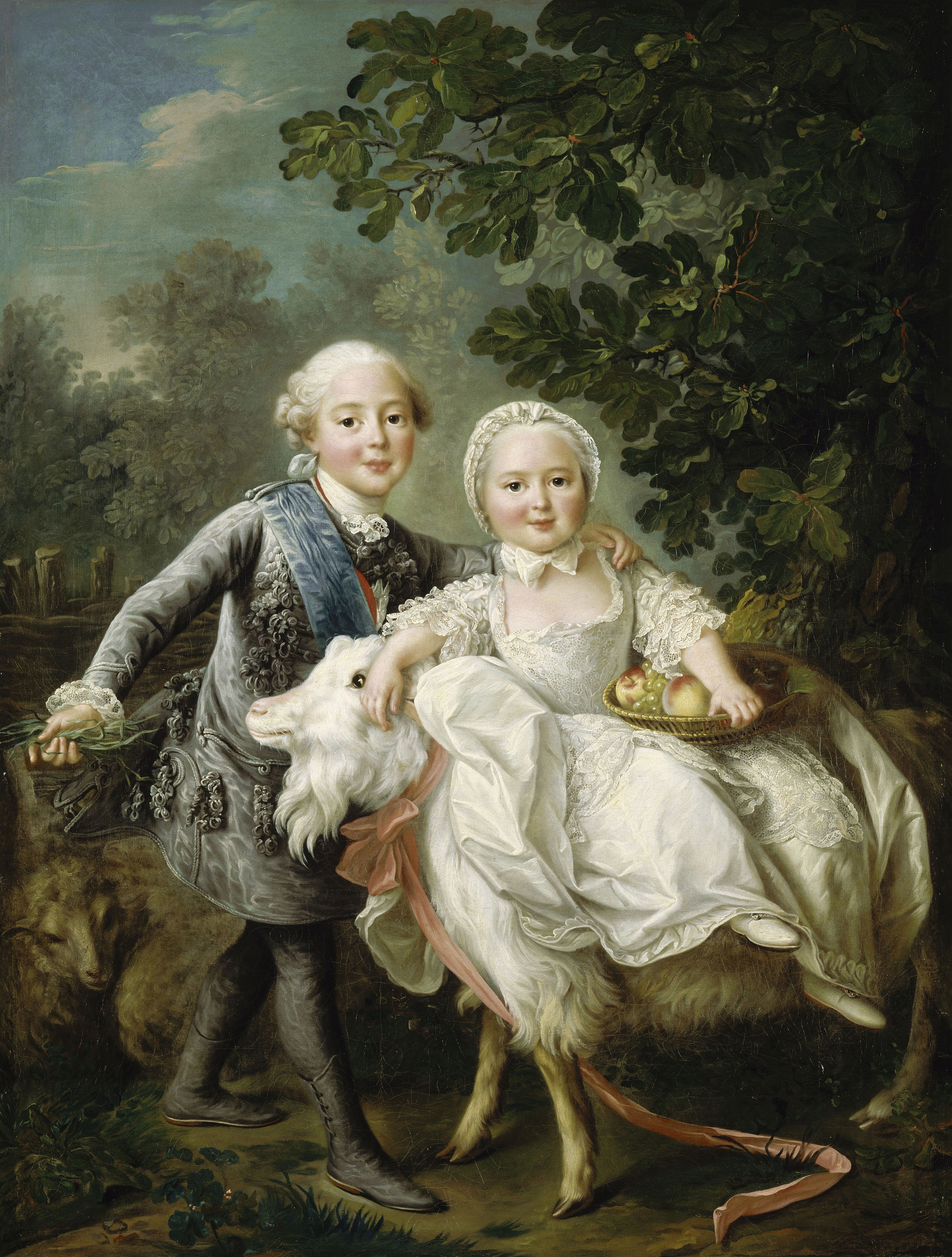
Клотільда та її старший брат Карл із козою.

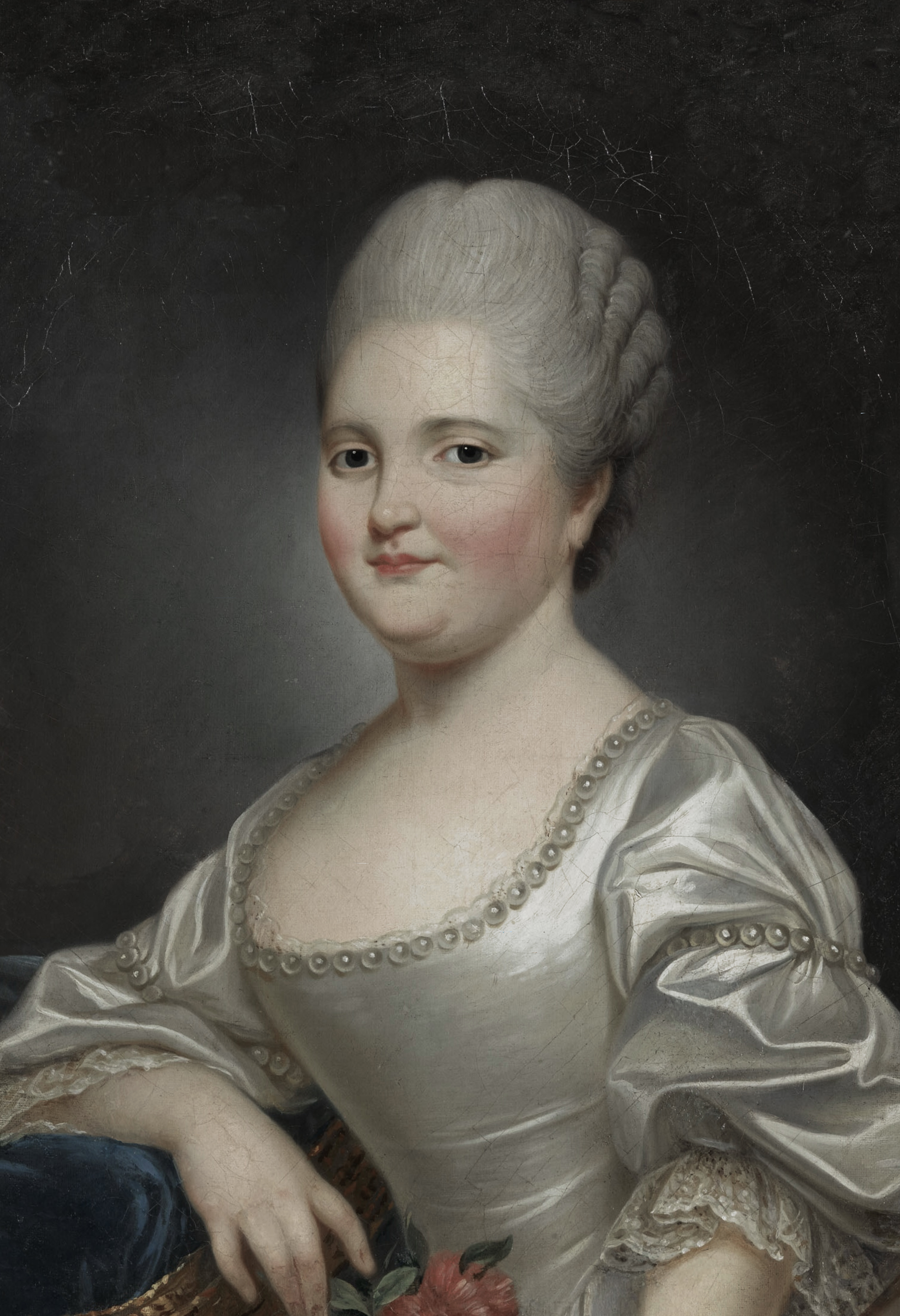
Портрет Клотільди у виконанні Жозефа Дюкре, бл. 1773 р.

Клотільда, народжена у Версалі, була старшою донькою Людовика, дофіна Франції, єдиного сина короля Людовика XV і його дружини, королеви Марії Лещинської, і принцеси Марії Жозефи Саксонської. Будучи онукою короля, вона була petite-fille de France. Після смерті діда у травні 1774 року старший брат Клотільди, Луї Огюст, став королем Франції Людовиком XVI.
Клотільду та її молодшу сестру Елізабет виховувала мадам де Марсан, гувернантка дітей Франції. Сестри вважалися дуже різними за характерами. Через надмірну вагу Клотільду в юності прозвали Грос-Мадам. У той час як її сестру Елізабет описували як «горду, негнучку та пристрасну», Клотільду, навпаки, вважали «наділеною найщасливішою вдачею, яку потрібно лише направляти та розвивати». Вони отримали звичайну освіту королівських принцес того часу, зосереджуючись на досягненнях, релігії та чеснотах, освіті, якій Клотільда, як повідомляється, охоче піддалася. Їх навчав ботаніки м. Лемоньє, уроки історії та географії — м. Леблон, а релігії — абат де Монтіга, канонік Шартрський, і вони ходили між королівськими палацами, поділяючи дні на навчання, прогулянки в парку, або їзду в лісі.
У той час як Клотільду описували як слухняну ученицю, «яку любили всі, хто до неї звертався», Елізабет довго відмовлялася вчитися, заявляючи, що «під рукою завжди були люди, чиїм обов'язком було думати за князів», і ставилася до свого персоналу з нетерпінням. Через їхню різницю мадам де Марсан, яка не могла впоратися з Елізабет, віддала перевагу Клотільді, що викликало ревнощі у Елізабет і викликало розрив між сестрами. Єлизавети. Їхні стосунки покращилися, коли Елізабет захворіла, і Клотільда наполягала на тому, щоб її доглядати; протягом цього часу Клотільда навчила Елізабет алфавіту та зацікавила її релігією. Клотільда стала хорошим другом, вихователем і порадником Єлизавети.

## Шлюб
Клотільда рано пристосувалася до суворої католицької побожності і мала бажання наслідувати приклад своєї тітки, мадам Луїзи, і приєднатися до ордену кармелітів. Натомість, однак, у лютому 1775 року Клотільда була офіційно заручена її братом, королем Людовиком XVI, із Карлом Емануїлом, принцом П'ємонту, старшим сином Віктора Амадея III Сардинського та Марії Антонії Фердінанди Іспанської. Шлюб Клотільди та Карла Емануїла був частиною ширшої серії франко-савойських династичних шлюбів, які відбулися упродовж восьми років: після весілля між двоюрідною сестрою Карла Емануїла принцесою Марією-Луїзою Савойською та її родичем Луї-Александром, принцом Ламбальським у 1767 році, сестра Карла Емануїла Марія-Жозефіна вийшла заміж за старшого брата Клотільди, графа Провансу в 1771 році, а інша сестра Карла Емануїла, Марія Тереза, вийшла заміж за молодшого брата Клотільди, графа Артуа в 1773 році. Клотільда не хотіла виходити заміж, але підлаштувалася під волю брата. Вона запитала принцесу де Ламбаль про особистість її майбутнього чоловіка, і її навчили італійської, щоб виконувати свою роль майбутньої королеви Сардинії.
12 червня 1775 року Клотільда була присутня на коронації свого брата Людовіка XVI у Реймсі. 8 серпня посол Сардинії граф де Вірі представив Клотільді офіційну пропозицію від Карла Еммануїла, а 16 числа офіційні заручини були оголошені до королівського двору. 21 серпня 1775 року Людовик XVI видав свою сестру Клотільду заміж у Версалі за прокурацією за Карла Емануїла, принца П'ємонту, старшого сина Віктора Амадея III Сардинського та Марії Антонії Фердінанди Іспанської, з її другим старшим братом, графом Провансу, як довіреною особою. для нареченого та з кардиналом де Ларош-Емоном, який керував церемонією.
Клотільда вирушила з Версаля 27 серпня і розлучилася з королем, королевою та її сестрою в Шуазі, перш ніж продовжити шлях зі своїм братом, графом Прованським. Прощання між сестрами було описано як напружене, Елізабет ледь могла вирватися з обіймів Клотільди; Королева Марія-Антуанетта прокоментувала: «Моя сестра Єлизавета — чарівна дитина, яка має розум, характер і багато грації; вона виявила найбільше почуття, і набагато вище свого віку, коли від'їжджала її сестра. Бідна маленька дівчинка була в розпачі, а оскільки її здоров'я дуже слабке, вона захворіла і мала дуже сильний нервовий напад. Я визнаю свою дорогу маму, що боюся, що надто прив'язуюсь до неї, відчуваючи на прикладі моїх тіток, наскільки важливо для її щастя не залишатися старою дівою в цій країні».

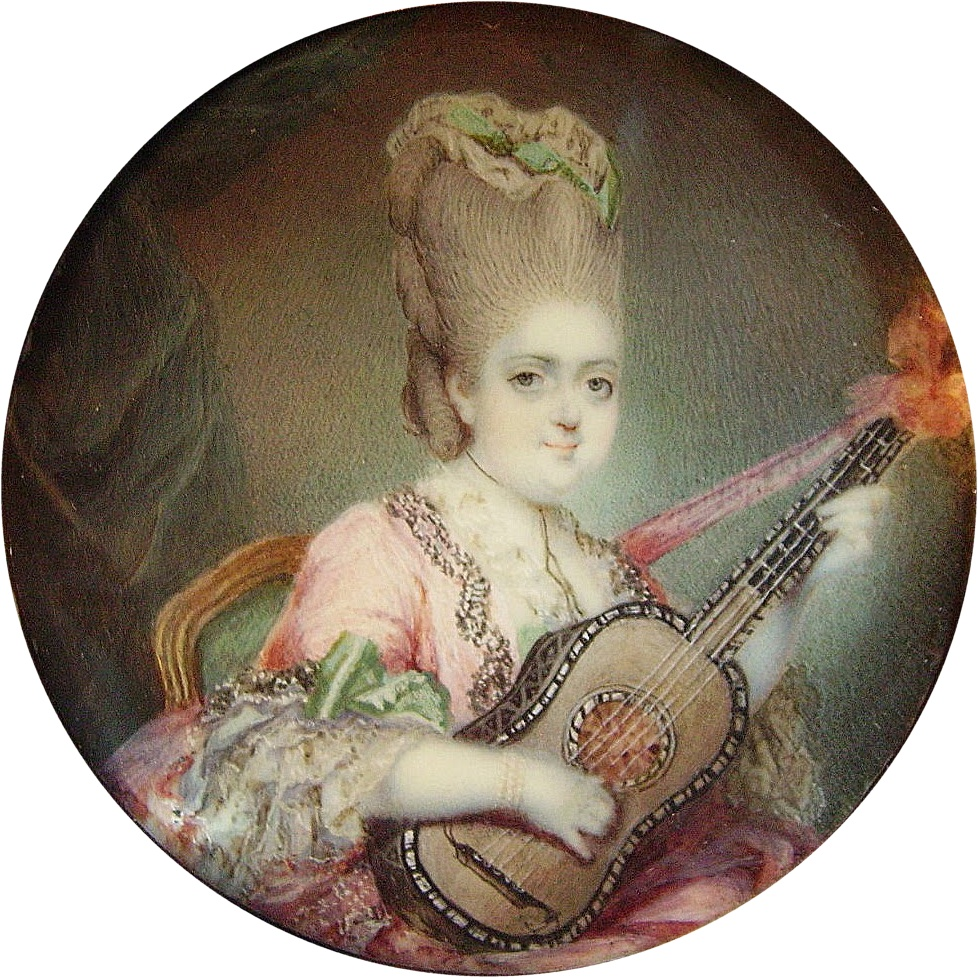
Французька Марія Клотільда (Мадам Клотільда) з гітарою за Франсуа Юбером Друе

У Ліоні Клотільда стала популярною завдяки успішному проханню амністувати ув'язнених дезертирів у міській в'язниці, перш ніж нарешті прибути на кордон у Пон-де-Бовуазен 5 вересня. Там вона була відділена від свого французького оточення та урочисто передана графом де Клермон-Тоннер графу де Вірі та її новому італійському дому, зокрема її новій фрейліні мадам Терезі Бальбі, яка мала стати її фавориткою до самої смерті. Перетнувши кордон зі своїм новим двором, її представили Карлу Емануїлу.
У супроводі свого брата, графа Провансу та її чоловіка, вона була представлена своєму тестю в Ле-Ешелі та своїй свекрусі та решті сардинського двору в Шамбері, перш ніж офіційно в'їхати в Турин. 30 вересня. Офіційне весілля відбулося в Турині. Під час її одруження у французькому дворі з'явилися коментарі, що її нареченому дали двох наречених замість однієї, з огляду на її вагу. Її свекор був стурбований тим, що її вага може вплинути на її здатність народжувати дітей. Повідомляється, що наречений прокоментував, що йому дали «більше поклоніння».

## Принцеса П'ємонту

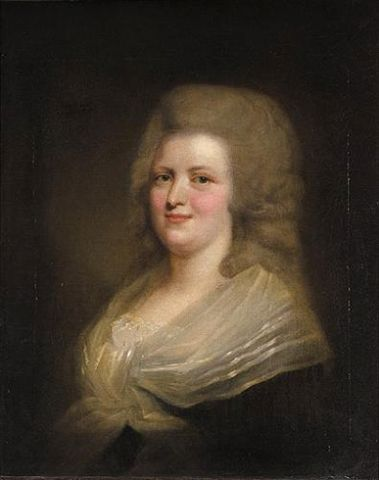
Портрет Клотільди роботи Йоганна Юлія Гейнсіуса, бл. 1780 р.

Клотільда налагодила добрі стосунки зі своєю новою сім'єю і набула популярності серед публіки. Її свекор почав називати її ангелом миру через те, що вона часто виступала посередником між сварливими членами сім'ї, особливо між ним і її чоловіком. Вона швидко й успішно адаптувалася до суворих придворних правил своєї свекрухи, палкої католички, королеви Марії Антонії, сумлінно брала участь у всіх представницьких заходах, які очікувалися від неї в ролі кронпринцеси, і продемонструвала, що сувора мораль при дворі буде  суворо підтримуватися в її майбутньому перебуванні як королеви, так вони були нинішньою королевою. Вона була близька до своїх невісток, герцогині Аости та герцогині Шабле. Її дуже любили домочадці за її повагу до них, а її благочестивість і часте приватне поклоніння створили їй репутацію благочестя серед громадськості. У свої перші роки в Савойї вона насолоджувалася модою та розвагами, і, незважаючи на її святу репутацію, сам її чоловік сказав, що насправді їй не властиво бути скромною та покірною, і що їй доводиться боротися, щоб досягти цього.
Хоча союз був організований із політичних міркувань, Клотільда та Карл Емануїл стали відданими одне одному, об'єднані своєю побожністю та твердою вірою в католицьку віру. Вона грала на гітарі під його спів, вони разом вивчали релігійні тексти і любили проводити час у Монкальєрі та Ла Венаріа, щоб відпочити від придворного етикету. Шлюб був бездітним. Висловлювалося занепокоєння, що її труднощі з зачаттям були пов'язані з її вагою, і упродовж перших років шлюбу вона по-різному лікувалася від безпліддя, серед яких була дієта, яка спричинила її значну втрату ваги. У 1779 році була ознака вагітності, яка виявилася помилковою, а в 1783 році, після восьми років спроб мати потомство, Клотільда попросила Карла Емануїла припинити статеві стосунки та жити в цнотливості як uti frater et soror, прохання, з яким він охоче погодився. Карл Емануїл, будучи пасивним за характером, спирався на Клотільду як на сильнішу особистість, і вона мала на нього великий вплив як стабілізуючий фактор і радник, і вона діяла як посередник під час його конфліктів із батьком королем, часто викликаний нервовими труднощами Карла Емануїла, стан, який Клотільда взяла на себе, щоб сховатися від інших і стабілізуватися.
Французька революція виявилася катастрофою для її родини. Її молодший брат, граф д'Артуа, покинув Францію в 1789 році і отримав дозвіл від Турина залишитися там під захистом свого тестя, короля Сардинії. Клотільда також давала притулок принцу де Конде, Луїзі де Конде, герцогу д'Анг'єнському, а також, у березні 1791 року, своїм тіткам пані Франс, мадам Аделаїді та мадам Вікторії. Після від'їзду її брата, графа Артуа, її невістка, графиня Артуа, впала в депресію і замислювалася стати черницею, але її переконала не робити цього Клотільда, яка вказала на свій обов'язок перед власними дітьми. У цей період Турин був наповнений аристократичними французькими емігрантами, яких дуже не любила громадськість у Савойї, а також спричинили те, що уряд у Парижі вважав Савойю ворогом, і Клотільда опинилася в скрутному становищі, оскільки її благодійна діяльність серед французької емігрантської спільноти була помічена.
У 1790-х роках Елізабет Віже-Лебрен, яка перебувала у вигнанні, описала Клотільду як таку, що надзвичайно змінила її зовнішність і характер. Оскільки Віже-Лебрен перебувала в Італії між 1789 і 1792 роками, і була надана аудієнції Клотільді за допомогою рекомендаційних листів від Пані Франції, зустріч, ймовірно, відбулася в 1791 або 1792 році, незважаючи на те, що Віже-Лебрен — можливо, заднім числом — називала Клотільду та її чоловіка королем і королевою, хоча вони насправді були принцом і принцесою П'ємонту в цей момент:
«Дві тітки Людовіка XVI були люб'язні передати мені листи до Клотільди, королеви Сардинії, їхньої племінниці. Вони повідомили, що дуже хочуть, щоб я намалювала портрет, і тому, як тільки я влаштувалася, то постала перед її величністю. Вона прийняла мене дуже добре, прочитавши листи принцеси Аделаїди та принцеси Вікторії. Вона сказала мені, що їй шкода, що довелося відмовляти своїм тіткам, але що, відмовившись від світу зовсім, вона повинна відмовитися від малювання. Те, що я побачила, дійсно здавалося цілком узгодженим з її заявою та її рішучістю. Королева Сардинії мала коротко підстрижене волосся і носила на голові маленький чепчик, який, як і решта її одягу, була найпростішою. Особливо мене вразила її худорлявість, оскільки я бачила її, коли вона була дуже молодою, ще до одруження, коли її кремезність була настільки помітною, що у Франції її називали „Товстою Міледі“. Незалежно від того, що ця зміна була спричинена надто суворими релігійними обрядами чи стражданнями, яких зазнали нещастя її родини, факт полягав у тому, що вона змінилася до невпізнання. Король приєднався до неї в кімнаті, де вона прийняла мене. Він також був такий блідий і худий, що було боляче дивитися на них разом».
Її старший брат, король Людовик XVI, невістка, королева Марія-Антуанетта; та молодша сестра, мадам Елізабет, були страчені в 1793-94 роках. Клотільда вважала свого брата католицьким мучеником, але, як повідомляється, на неї більше емоційно вплинула страта її сестри, яка стала поворотним моментом у її житті. Спочатку вона мала добрі надії, що Елізабет не буде страчена через її порівняно невелику політичну значимість, і тому новина про її страту була шоком. Її чоловік сказав їй, що вони повинні принести жертву, на що вона відразу, зрозумівши, відповіла: «Жертва зроблена!» і знепритомніла. Вона брала участь у публічній процесії покаяння до церкви Pere Philippins у Турині, де сповістила про смерть своєї сестри та наказала молитися за неї, а після цього говорила про неї як про святу. Після страти сестри Клотільда заявила про намір прожити все життя у стані покаяння: з цього року і до самої смерті вона носила лише прості сині вовняні сукні, стригла волосся і покривала їх простим чіпцем, відкинула всі свої прикраси, крім каблучки та хрестика, перестала відвідувати театр і оперу. Зазначається, що вона дійсно прийняла посла Французької республіки Жінгуена з привітністю, що викликало подив, але вона зазначила, що вважає це християнським вчинком.

## Королева Сардинії

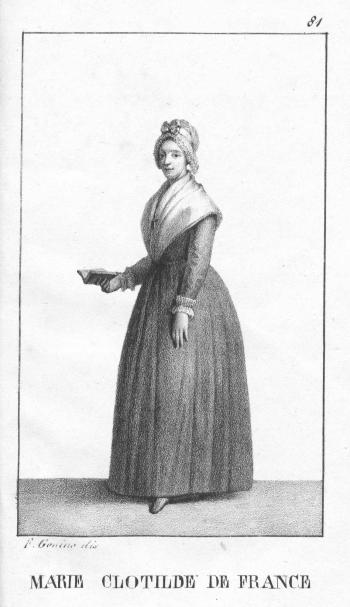
Королева Клотільда

У 1796 році, після сходження чоловіка на престол, Клотільда стала королевою Сардинії. Карл Емануїл був описаний як апатичний, невпевнений і нездатний діяти, а стрес через важку ситуацію в Королівстві погіршив його нервовий стан і ускладнив його правління. Він вважав за краще, щоб Клотільда отримувала звіти від міністрів і дипломатів, читала їх, узагальнювала для нього і радила йому, як діяти. Клотільда дотримувалася цих інструкцій, консультувалася з міністрами, перш ніж дати рекомендації своєму чоловікові, а також переконувалася, що вичікувала слушний момент, щоб залучити його до державних справ, щоб не викликати у нього ще більшого стресу та не повідомити громадськості про його нервовий стан. Такий метод ведення державних справ спричиняв зриви та затримки, а також робив правління неефективним і повільним у дуже критичній ситуації для Савойї, і хоча Клотільда намагалася не втручатись у політику, її великий вплив був надто очевидним, щоб не викликати критику. Короля і королеву також звинувачували в тому, що вони приділяли надто багато часу релігійним обрядам, що призвело до ще більших затримок у роботі уряду. Під час їх правління в Турині однією з найважливіших справ була конфіскація церковного майна, яке було необхідно для державної економіки, але Клотільда наполягала на тривалій (і успішній) процедурі отримання дозволу та благословення від Папи з релігійних міркувань, перш ніж продовжити.
6 грудня 1798 року Перша французька республіка оголосила війну Сардинії. Карл Емануїл був змушений зректися всіх своїх територій на материку Італії та відступити на острів Сардинія. Королівській родині було наказано покинути Турин негайно після зречення, а оскільки у короля стався нервовий напад, від'їзд організувала Клотільда. За бажанням герцогині Аости Клотільда успішно попросила генерала Клаузела дозволити герцогу Аості супроводжувати решту сім'ї, а не залишатися в якості французьких заручників. Вона залишила коронні коштовності, але забрала всі коштовності, визначені як приватна власність, і прийняла суму грошей від міністра фінансів після того, як її священик запевнив, що це буде відповідати релігійним принципам. Сім'я вирушила з королівського палацу вночі в супроводі 30 італійських і 30 французьких солдатів і французького комісара до кордону: коли фургон був тимчасово затриманий на шляху з Турина протестуючими натовпами, Карл Емануїл прокоментував Клотільді, що цей інцидент вірності потішить його у вигнанні.
Під час свого правління у вигнанні з материкової Сардинії подружжя подорожувало між італійськими державами, а також власними провінціями та підтримувало дипломатичні відносини з надією на відновлення в Турині. Вони подорожували з Парми, Болоньї та Флоренції на Сардинію, де прибули до Кальярі 3 березня 1799 року, зустріли Te Deum і оселилися в Королівському палаці Кальярі, де влаштували прийом для місцевої знаті. Під час їхнього перебування на Сардинії Клотільда почувалася погано, оскільки вовняний одяг для покаяння, який вона наполягала на носінні, не був здоровим у жаркому кліматі Сардинії.
Під час їхнього вигнання Клотільда була прес-секретарем, де-факто головним радником і першим міністром Карла Емануеля і фактично керувала урядом Сардинії у вигнанні, демонструючи як дипломатичні здібності, так і стійку підтримку Карла Емануїла, який відмовився зректися свого престолу. посаду, поки вона була жива, незважаючи на вимоги його братів зробити це. Незважаючи на свою політичну діяльність, Клотільда завжди применшувала свою особистість, як публічно, так і приватно, оскільки це вважалося більш придатним для її п'єт. Одного разу в 1801 році вона переконала губернатора свого чоловіка на Сардинії, графа Женевуа, не подавати у відставку.
У вересні 1800 року Карл Еммануїл і Клотільда вирушили із Сардинії до Флоренції, оскільки російсько-австрійський альянс у війні проти Франції вселяв у них надії на відновлення Турину, але битва при Маренго змусила їх втекти до Рима, а потім до Неаполя, де вони залишилися з листопада 1800 по березень 1801 перед поверненням до Рима. У Римі вони жили в гостях у багатої родини Колонна. Клотільда доглядала за тіткою свого чоловіка, принцесою Марією Феліцитою Савойською, під час її останньої хвороби в Неаполі в 1801 році. Вона також відвідувала свою улюблену фрейліну Бадію, під час якої лікар прийняв її за служницю та виконувала його накази без протестів, і не сказавши йому, хто вона така, не дорікнувши йому, коли він дізнався та вибачився, інцидент, який привернув певну увагу. Подружжя нарешті повернулося до Неаполя в травні 1801 року. Окрім участі в політичних справах через листування, Клотільда присвятила себе відвідуванню релігійних місць, церков і людей.
Клотільда померла 7 березня 1802 року. Карл Емануїл був настільки зворушений її смертю, що 4 червня 1802 року зрікся престолу на користь свого молодшого брата Віктора Емануїла. Королева Клотільда була похована в Санта-Катерина-а-Кьяя в Неаполі.
Справа для беатифікації Клотільди була відкрита 10 квітня 1808 року, надавши їй титул Слуги Божої. Пізніше вона була проголошена преподобною.